# Самоходна минохвъргачка „Тунджа“
„Тунджа“  е самоходна артилерийска минохвъргачка, произвеждана в България. Разработена е върху шасито на бронетранспортьора МТ-ЛБ.

## История и конструкция
През 1969 г. в Съветския съюз започва работа по самоходни минохвъргачки с калибър 120 мм за сухопътните войски и въздушнодесантните войски. Разработен е вариант на поставяне на минохвъргачката  М-120 на МТ-ЛБ, който обаче не постъпва на въоръжение в Съветската армия.
Научно-изследователският технологичен институт (НИТИ) в Казанлък под ръководството на главния конструктор инж. Георги Ишмериев създава в периода 1976 – 1981 г. базовата модификация на самоходната минохвъргачка Б1-10 „Тунджа“. Тя е на въоръжение в Българската армия от 1984 г. Произвеждана е край град Казанлък.

При движение минохвъргачката стои в корпуса на бронетранспортьора, а в бойно положение люкът на покрива му се отваря и може да се открие стрелба. При необходимост оръжието може да се демонтира и да се използва отделно, да се води огън от земя. За целта в задната част на машината е поставена кръгла плоча, а от дясната страна – двунога (виж тук долната снимка). 
Тази самоходна артилерийска система се обслужва от петима военнослужещи: командир, мерач (заместник-командир), механик-водач, пълнач и подносвач.
Скоростта на машината по шосе е около 60 км/ч. Може да плава във вода със скорост до 6 км/ч.

## Боеприпаси
Използва се 120 мм изстрел с осколочно-фугасна мина, предназначен за поразяване на жива сила, небронирана и лекобронирана техника на противника, разположени на обратни скатове, в оврази и леки укрития от полеви тип, а също и за унищожаване на наблюдателни пунктове и леки отбранителни съоръжения. Има летални последствия в радиус, не по-малък от 18 м при стрелба на максимална дистанция.
- Калибър – 120 мм
- Дължина на изстрела с взривателя – 661 мм
- Тегло на изстрела – 16 кг
- Взривно вещество на разривния заряд – тротил
- Маса на взривното вещество – 1,70 кг
- Начална скорост – 274 м/с
- Максимално разстояние при стрелба – 5840 м.[3]

Друг боеприпас е термобаричната мина, който се различава преди всичко по вида на използваното взривно вещество и по неговото въздействие. Има силна разрушителна сила благодарение на използваната полимерна термобарична смес. Създаденият при детонацията аерозолен облак се възпламенява, при което се създава свръхналягане. Взривната вълна следва контура на повърхността, като прониква в окопи и други отбранителни съоръжения от полеви тип.
Използват се още и осветителна мина, димна мина и запалителна мина. В задната част на мината (опашка със стабилизатори) се поставя основният заряд, който прилича на патрон за ловна пушка. Неговата цел е да даде начална скорост на минохвъргачния изстрел. Към него могат да се добавят до 6 броя допълнителни заряда – торбички с барут, увиващи се около опашката (има варианти с пластмасови пръстени с барут). С тяхна помощ полетът на мината се увеличава. Най-малката далекобойност с мина ОФ 843А е 450 м., а най-голяма далекобойност от 5810 м. се постига с мина ОФ 843Б. Скоростта на стрелба с поправка може да достигне 5-6 изстрела в минута, а без – до 15 изстрела в минута.

## Модификации
Отличават се по основното си 120 мм въоръжение:
- за базовата модификация Б1-10 „Тунджа“ то е минохвъргачката М 1943,
- за следващата модификация „Тунджа-Сани“ – минохвъргачката 2Б11 от буксируемия минохвъргачен комплекс 2С12 „Сани“.

## Оператори
- Афганистан
- България
- Германска демократична република
- Кот д'Ивоар
- Латвия
- Полша
- Сирия
- Украйна